# Іванівський Ізраїль Давидович
Іванівський (Гібшман) Ізраїль Давидович (1899 -?) — діяч органів державної безпеки, начальник Економічного відділу повноважного представництва ОГПУ по Криму, капітан державної безпеки (1936). Включений СБУ в список організаторів Голодомору.

## Біографія
Народився в єврейській родині. Закінчив єврейську школу. Навчався в 4-класному міському училищі в Тукумсі, але не закінчив його. З грудня 1918 року в РСЧА. Член ВКП(б) з 1919. З травня 1919 інспектор по соціальному забезпеченню в Вольську і Хвалинську (Саратовська губернія). З вересня 1919 року на різних посадах в Саратовській губернській ЧК. З липня 1920 співробітник резерву ВЧК (Москва). Потім уповноважений слідчої частини Особливого відділу Західного фронту, старший слідчий Особливого відділу в Гродно (Білорусь). З вересня 1920 уповноважений Особливого відділу 15-ї армії РСЧА. З лютого 1921 на керівних посадах в Особливому відділі 2-ї Туркестанської дивізії (Алма-Ата, Казахстан). У 1922–1930 на оперативній роботі в різних відділах ОГПУ.
У 1930 закінчив Ташкентський політехнічний інститут. З серпня 1930 начальник іноземного відділення Контр-розвідувального відділу (КРВ), з жовтня 1930 співробітник резерву, з квітня 1931 помічник начальника Економічного відділу (ЕКВ) Повноважного представництва (ПП) ОДПУ по Середній Азії. З травня 1932 начальник 2-го відділення ЕКВ, помічник начальника АЧ ПП ОГПУ по Московській області.
З липня 1932 начальник Економічного відділу (ЕКВ) повноважного представництва (ПП) ОДПУ по Криму.
З березня 1934 начальник ЕКВ ПП ОГПУ (з 11 липня 1934 — УДБ Управління НКВС) по Східно-Сибірському краю в Іркутську. З вересня 1935 заступник начальника Секретно-політичного відділу (СПВ) Управління державної безпеки (УДБ) УНКВС Азово-Чорноморського краю (Ростов-на-Дону). З 23 січня 1937 заступник начальника 5-го (особливого) відділу УДБ НКВС Узбецької РСР, заступник начальника Особливого відділу ГУДБ НКВС Середньоазійського військового округу. З 27 липня 1937 начальник Дорожньо-транспортного відділу (ДТВ) ГУДБ НКВС Одеської залізниці.
Звільнений від займаної посади 16 січня 1939 через хворобу. Згодом директор Обласного проекту в Одесі. Подальша доля невідома.